# Léonce Evrard

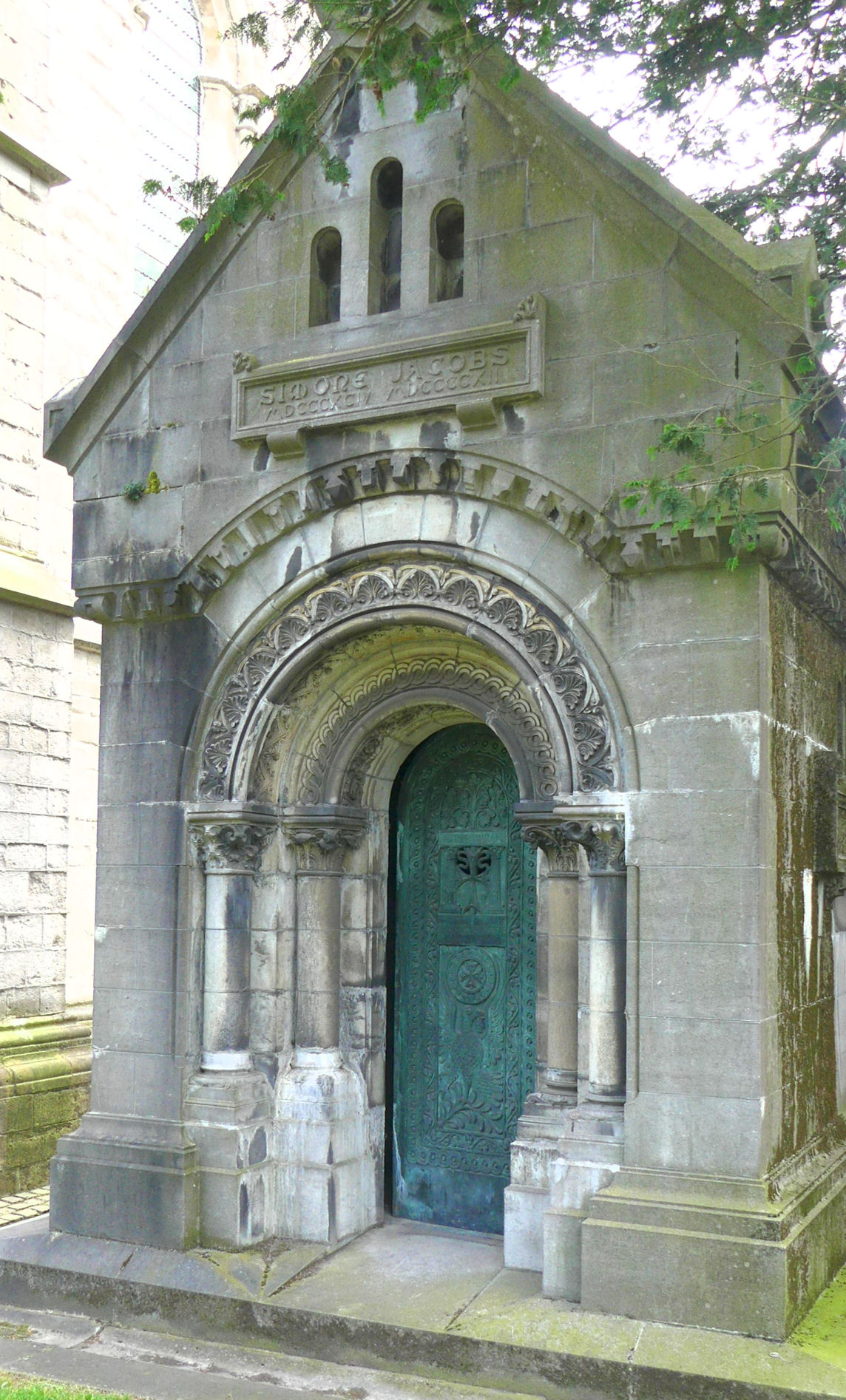
Grafkapel Jacobs, uitvoering door Evrard.

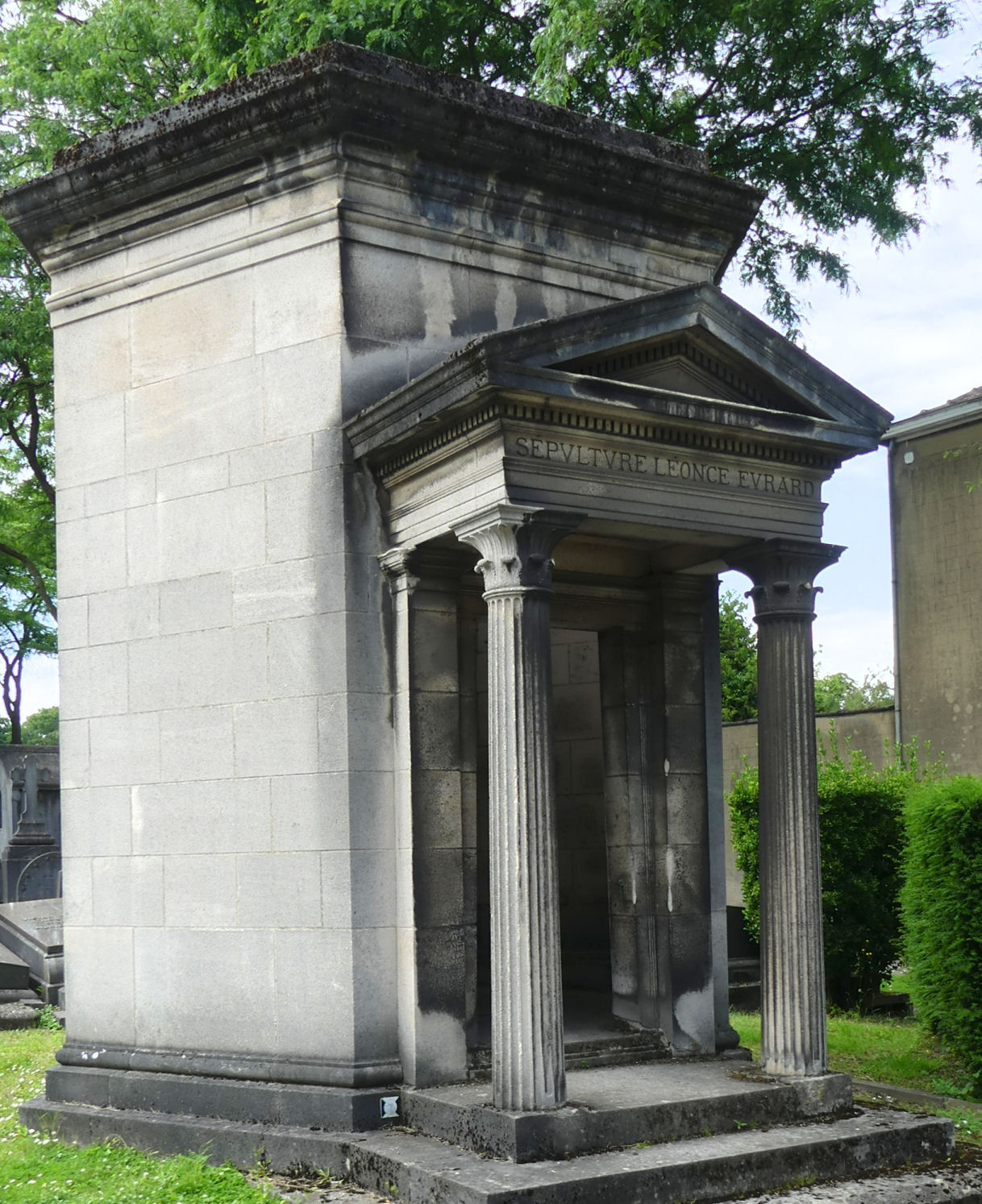
Grafkapel met het zonnehart, Begraafplaats van Laken.

Léonce Evrard-Flignot (Thilay-Ardenne, 17 maart 1847 – Laken, 1919) was een Belgisch marmer- en steenhouwer, gespecialiseerd in ornamenten uit natuursteen.
Evrard, wiens steenkapperij in Brussel was, werd bekend voor zijn beeldhouwwerken, en sierschouwen waarvoor hij verschillende soorten natuursteen gebruikte. Hij nam deel aan verschillende wereldtentoonstellingen, waaronder die van Parijs. Hij liet zijn portret schilderen door Jean De la Hoese, hetgeen door de Belgische staat werd aangekocht, en werd opgenomen in de inv. 4170, collectie Koninklijke Musea voor Schone Kunsten van België, Brussel. In 1897 nam hij deel aan de wereldtentoonstelling als expert lid van de jury.
Hij is begraven in Laken, in een praalgraf samen met zijn echtgenote Louise Flignot, een ontwerp van architect Georges de Larabrie.

## Opus
- in opdracht van Paul Saintenoy: de grafkapel Jacobs in Laken.
- sierschouw in het kabinet van Prins Hendrik, Paleis Noordeinde.[4]

## Eretekens
- Gouden medaille: Wereldtentoonstelling 1890[1]
- Gouden medaille: Wereldtentoonstelling 1894[1]
- Grand Prix; Wereldtentoonstelling Parijs, 1900[1]
- Erediploma: Wereldtentoonstelling 1892[1]
- Eremedaille van de Koningin (1892)[1]
- Ridder Leopoldsorde[1]